# Bestuursdecreet
Het Bestuursdecreet van 7 december 2018 is een Vlaams decreet met generieke bepalingen die betrekking hebben op de relatie tussen de burger en de overheid enerzijds en op de organisatie en werking van de overheidsinstanties anderzijds, met als uitgangspunten het recht op kwaliteitsvolle dienstverlening en het recht op digitale dienstverlening.

## Totstandkoming
In het regeerakkoord van 2014 van de regering-Bourgeois werd het engagement opgenomen om een aantal bestuurlijke decreten te bundelen tot één bestuursdecreet.
Op 22 december 2017 keurde de Vlaamse Regering het voorontwerp van bestuursdecreet een eerste keer goed, en op 22 juni 2018 keurde de regering het voorontwerp definitief goed.
Het bestuursdecreet werd op 5 december 2018 unaniem goedgekeurd door het Vlaams Parlement.

## Inhoud

### Titel I: Algemene bepalingen
Het bestuursdecreet zet de bepalingen om van de volgende Europese richtlijnen:
1. richtlijn 2003/98/EG van het Europees Parlement en de Raad van 17 november 2003 inzake het hergebruik van overheidsinformatie (en);
2. richtlijn 2003/4/EG van het Europees Parlement en de Raad van 28 januari 2003 inzake de toegang van het publiek tot milieu-informatie en tot intrekking van richtlijn 90/313/EEG van de Raad (en);
3. richtlijn (EU) 2016/2102 van het Europees Parlement en de Raad van 26 oktober 2016 inzake de toegankelijkheid van de websites en mobiele applicaties van overheidsinstanties.

Het decreet definieert de volgende termen:
1. Vlaamse overheid
2. Vlaamse administratie
3. Vlaamse adviesorganen
4. Vlaamse openbare instellingen die niet behoren tot de Vlaamse administratie
5. lokale overheden
6. instellingen met een publieke taak
7. milieu-instanties
8. externe overheden

### Titel II: Relatie tussen burgers en de overheid
- HOOFDSTUK 1. Communicatie tussen burgers en de overheid
- HOOFDSTUK 2. Individuele bestuurshandelingen
- HOOFDSTUK 3. Toegang tot bestuursdocumenten
- HOOFDSTUK 4. Hergebruik van overheidsinformatie
- HOOFDSTUK 5. Klachten, meldingen en voorstellen

### Titel III: Organisatorische bepalingen
- HOOFDSTUK 1. Structuur van de Vlaamse administratie
- HOOFDSTUK 2. Deugdelijk bestuur
- HOOFDSTUK 3. Werking
- HOOFDSTUK 4. Experimentregelgeving en regelluwe zones

### Titel IV: Wijzigings- en slotbepalingen
Het decreet bundelt twaalf bestaande decreten in één geheel, en heft daarbij de volgende elf op:
- Decreet van 1 juni 2001 houdende toekenning van een klachtrecht ten aanzien van bestuursinstellingen
- Decreet van 18 juli 2003 kaderdecreet bestuurlijk beleid
- Decreet van 18 juli 2003 tot regeling van strategische adviesraden
- Decreet van 26 maart 2004 betreffende de openbaarheid van bestuur
- Decreet van 27 april 2007 betreffende het hergebruik van overheidsinformatie
- Decreet van 13 juli 2007 houdende bevordering van een meer evenwichtige participatie van vrouwen en mannen in advies- en bestuursorganen van de Vlaamse overheid
- Decreet van 09 juli 2010 betreffende de bestuurlijk-administratieve archiefwerking (het Archiefdecreet)
- Decreet van 22 november 2013 betreffende deugdelijk bestuur in de Vlaamse publieke sector
- Decreet van 17 juni 2016 houdende de normen voor de Vlaamse overheidscommunicatie
- Decreet van 23 december 2016 houdende de oprichting van het stuurorgaan Vlaams Informatie- en ICT-beleid
- Decreet van 19 februari 2016 betreffende de Vlaamse openbare statistieken

Het twaalfde decreet, het decreet van 18 juli 2008 betreffende het elektronische bestuurlijke gegevensverkeer, werd grondig gewijzigd.
Het bestuursdecreet wijzigt tal van andere decreten om de verwijzing naar bovenstaande decreten aan te passen naar een verwijzing naar het bestuursdecreet.